# Stodolniki
Stodolniki – nieoficjalna nazwa przysiółka wsi Rychnowy w Polsce położona w województwie warmińsko-mazurskim, w powiecie elbląskim, w gminie Milejewo
Miejscowość położona jest na Wysoczyźnie Elbląskiej. W kierunku wschodnim od miejscowości znajduje się rezerwat Pióropusznikowy Jar.
W latach 1975–1998 miejscowość administracyjnie należała do województwa elbląskiego.